# Opritjnina

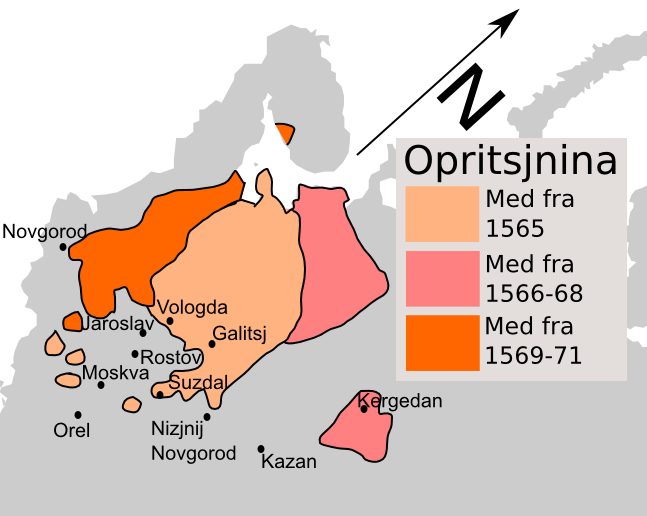
Området som opritjninan behärskade utvidgades fortlöpande under perioden 1565-72

Opritjnina (ryska: опри́чнина) var en specialdomstol, organiserad av Ivan den förskräcklige för att döma de motspänstiga bojarerna till döden eller exil.   Den syftar på den tid i Rysslands historia mellan 1565 och 1572, då tsar Ivan IV:s inrikespolitik präglades av politisk repression av Tsarrysslands folk. 
Ivan IV upprättade en hemlig polis på runt sex tusen man (kallade opritjniki), som utförde offentliga avrättningar och konfiskerade bojarernas ägor för att minska deras inflytande. Termen opritjnina används även om denna hemliga organisation liksom om det landområde inom vilket Tsaren under perioden direkt härskade och inom vilket hans opritjniki verkade.
Termen opritjnina, som Ivan myntade för denna åtgärd, härrör från det ryska ordet opritj (ryska: опричь, skilja från, göra olik, utom) med den ursprungliga betydelsen livgeding, Ivan betraktade sig nämligen som änkling (!) efter sin avlidna första hustru Anastasia Romanovna, som han sörjde djupt.  Begreppet lever kvar i dag på grund av kopplingen till dess utförare opritjnikerna,  broderskapet som Ivan utsåg med uppgiften att kontrollera tsardömets områden. Opritjnikerna fick fria händer, och drog igång ett terrorvälde som bland annat fullständigt ödelade den gamla handelsstaden Novgorod.

## Uppkomst
Tsar Ivan IV startade livländska kriget 1558, när Livländska konfederationen vägrade betala sin tribut till Ryssland. Kriget om Livland kom att utkämpas mellan 1558 och 1583  i dagens Estland och Lettland, där Tsarryssland stod inför en blandad koalition bestående av Danmark-Norge, Sverige och Polsk-litauiska samväldet.
Fram till 1578 dominerades området av Ryssland med tidiga militära framgångar i Dorpat (Tartu) och Narva. Rysslands upplösning av Livländska federationen fick Polen-Litauen att gå in i konflikten, medan Sverige och Danmark gick in mellan 1559 och 1561. Svenska Estland bildades trots ständiga ryska fälttåg i området.

## Konsekvenser
Opritjnina visade sej bli ett fiasko. Kriget med grannstaterna skapade i inledningsskedet oroliga förhållanden. Till följd av terrorn i områdena direkt under Ivan valde många bönder att fly till andra delar av landet. Då stora deler av landets bästa jord blev liggande i träda, steg spannmålspriserna till det tiodubbla, med resultatet att Ryssland blev än mer destabiliserat. Systemet var lyckosamt så tillvida att det skrämde folket till full underkastelse under tsaren. De ekonomiska följderna var dock så omfattande att Ivan tvingades överge projektet 1572.
Stalin tvekade aldrig att i nationalistisk anda låta Ivan den förskräckliges terrorattacker mot sina bojarfiender på den moskvaryska landsbygden under 1570-talet legitimera sin egen uppgörelse med de sovjetiska bönderna vid 1930-talet.